# Silly Ho
"Silly Ho" é uma canção do grupo americano TLC, para seu terceiro álbum de estúdio, FanMail (1999). A canção foi escrita e produzida por colaborador de longa data do TLC Dallas Austin sob o pseudônimo do seu alter ego de inteligência artificial chamado Cyptron.
Em vez dos vocais de Lisa "Left Eye" Lopes estarem na música, devido a uma agenda lotada, Vic-E, a então membro temporária faz uma aparição no verso do rap e nos ad-libs.
Ele foi enviado para o rádio como um single promocional antes do lançamento do FanMail e conseguiu chegar ao número 21 na parada da Billboard Hot R&B/Hip-Hop Songs. A música também chegou ao número cinquenta e nove na Hot 100.
Ele recebeu críticas mistas de críticos de música, que elogiaram a faixa em si, mas criticaram suas letras enganosamente feministas.
A música foi incluída em vários álbuns de compilação.

## Composição
"Silly Ho" é um R&B-techno construída sobre uma base de ruídos irritantes e sintetizadores "chop suey" fofos. Foi considerado que a música, junto com "I'm Good at Being Bad", aumenta o "nível de apresentação" das garotas. Dois autores, Kerry Mallan e Sharyn Pearce, analisaram seu conteúdo em seu livro Youth Cultures: Texts, Images, and Identities:
"[A música] descreve a narradora como uma mulher que nunca precisou de seu parceiro para comprar o que ela quer. Na verdade, a narradora descreve como ela comprou seus próprios anéis, invaldidando assim as convencionais associações de anéis com o romance. Esse estatuto de independência é comparado com as obrigação sexuais da vadia boba (a "silly ho"), que fará o que for exigido pelo homem dela."
Com as letras: "Eu nunca fui uma vadia boba / Esperando para ficar rica / De uma conta bancária", que David Browne, da Entertainment Weekly, aponta que eles estavam falando sobre assumir o controle de suas próprias finanças. No entanto, Julianne Escobedo Shepherd, da Complex, disse a mensagem da faixa foi um dos "total independência e não tocar a si mesmo para se sentar aos pés de um cara." Jet concordou, a publicação notou a mensagem similar da música para "No Scrubs", mas mais sobre "um tipo de mulher que não consegue arrumar sua vida"." Vic-E fez o rap "Você sabe que você não pode ficar com isso ... / Preso em merda / Boy, você sabe que precisa sair" antes de declarar" [ela] está fora "da ponte da música.

## Recepção crítica

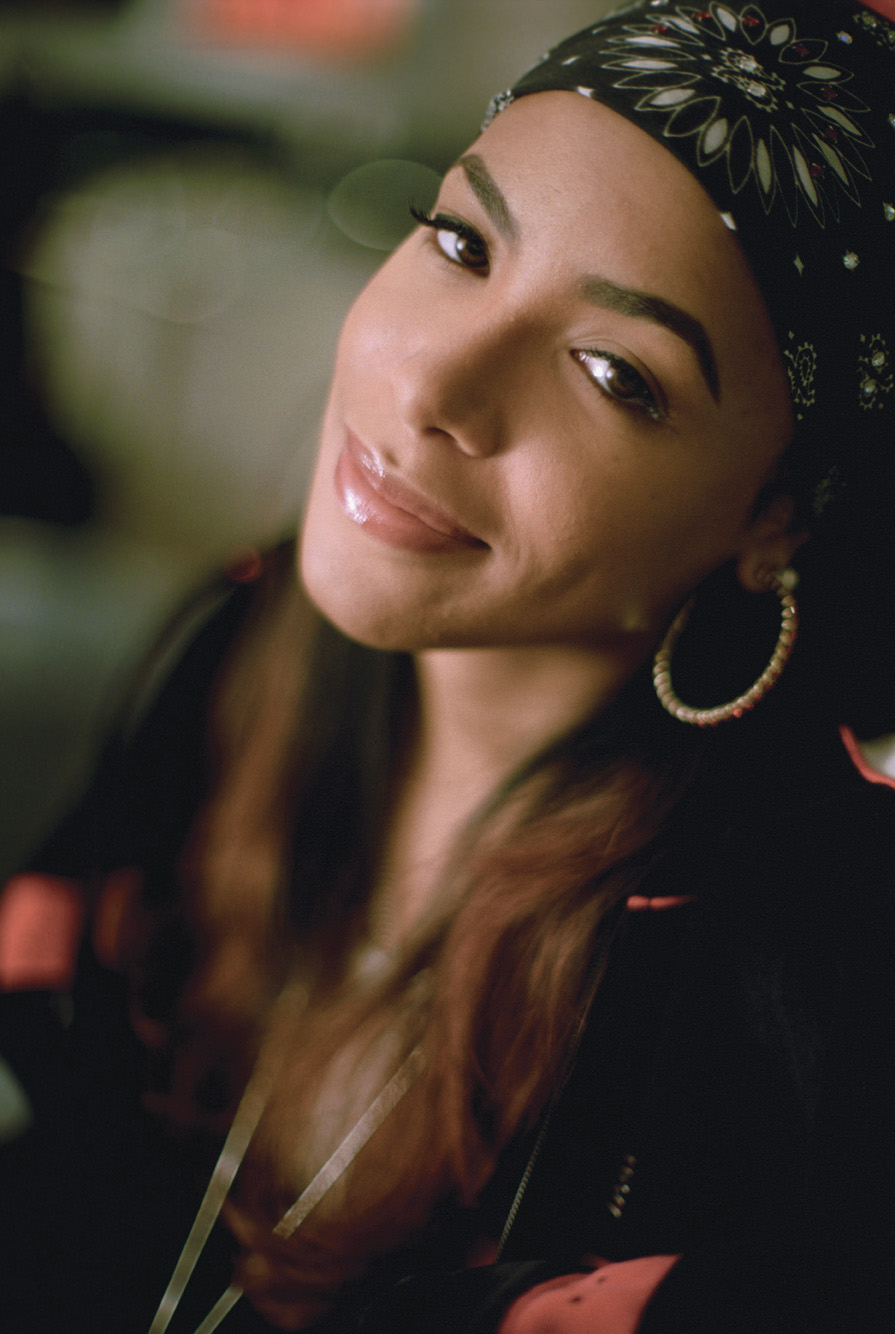
A música foi mais comparada à faixa "Are You That Somebody?" de Aaliyah.

David Browne, da Entertainment Weekly, disse que a música pode ser um jingle para "uma empresa de investimento hip-hop".
Em uma revisão retrospectiva, Julianne Escobedo Shepherd, da Complex, disse que Austin estava fazendo o seu melhor imitação de Timbaland na faixa "Are You That Somebody?", de Aaliyah. O escritor Chuck Taylor, da Billboard, também comparou os dois temas, questionando se a música é uma faixa descartável para despertar interesse, antes de saber se elas [TLC] fizeram algum progresso real.
Ann Powers, da Rolling Stone, no entanto, criticou a tentativa de Austin de poder de menina na música como "equivocada".
Tanto Robert Christgau como Nathan Rabin, do The A.V. Club, escolheram a música como uma das melhores faixas do Fanmail.
Jonathan Bernstein, da Spin, previu que a faixa seria um "sucesso futuro".

## Lançamento e desempenho comercial
A canção foi a primeira música e single promocional lançado fora de seu álbum como um teaser para FanMail.
Tanto a música como "No Scrubs" ganharam um "tremendo" airplay.
O músico norte-americano Girl Talk pegou amostras da música para sua faixa de mash-up "All Eyes on Me", do álbum Unstoppable (2004). Em 2016, o produtor canadense Jåmvvis cantou a música com uma nova redação influenciada pelo jazz, pesada pelo sax e pelo baixo.

## Performances ao vivo
Em 22 de junho de 2013, o TLC incluiu a faixa no medley da sua apresentação no MTV Video Music Awards Japan desse ano, recebendo o Legend Award.